# Pakri
Pakri ili Otoci Pakri (est. Pakri saared, šve. Rågöarna) su dva estonska otoka u Finskom zaljevu. Jedan je Väike-Pakri 3 km zapado od grada Paldiski površine 12,9 km2, drugi je Suur-Pakri površine 11,6 km2.

## Stanovništvo
Prema podacima iz 2009. godine na otocima živi 6 stanovnika. Otoci su naseljeni od 1345. godine kada su ih naselili Šveđani. Prema popisu stanovništva iz 1934., otoci imaju 354 stanovnika, većinom Estonskih Šveđana i 13 Nijemaca.

## Vanjske poveznice
- Informacije o otocima

### Ostali projekti
|  | Zajednički poslužitelj ima još gradiva o temi Pakri |